# Hexatoma (Eriocera) perelongata
Hexatoma (Eriocera) perelongata is een tweevleugelige uit de familie steltmuggen (Limoniidae). De soort komt voor in het Oriëntaals gebied.